# Robbit Mon Dieu
Robbit Mon Dieu (ロビット・モン・ジャ?) a veces referido como Jumping Flash! 3, es un juego de plataforma en 3D para la PlayStation de Sony. Fue desarrollado por Sugar & Rockets y publicado por Sony Computer Entertainment para PlayStation en Japón el 14 de octubre de 1999. Es el tercer y último juego de la serie Jumping Flash!. El juego se lanzó más tarde en la PlayStation Network japonesa el 26 de julio de 2007.

## Historia
Los habitantes del planeta Hananuma se encuentran con numerosos problemas que no pueden resolver solos, y el Ayuntamiento de Universal City responde a su petición de ayuda, quien envía a Robbit a Hananuma para rectificar las cosas y volver a poner en paz a los habitantes.

## Jugabilidad
Los controles de juego son virtualmente idénticos a los dos juegos anteriores, con la reducción de las ranuras de armas especiales de tres a uno, y la adición de un movimiento de golpe después de presionar el botón triángulo mientras está en el aire. Pero en lugar de vagar por mundos que recolectan Jet Pods o MuuMuus, el objetivo de cada nivel varía desde tener que simplemente encender cuatro pozos de agua para destruir trece fantasmas en un cementerio o transportar a alguien a casa.

## Recepción
Robbit Mon Dieu fue generalmente bien recibido por los fanáticos, pero menos que sus predecesores. La publicación de juegos Famitsu le dio un 31 de 40. El juego recibió una puntuación de 5,4 sobre 10 en el sitio web GameSpot, citándolo como una secuela decepcionante de la serie.